# Compus organic

Metanul este cel mai simplu compus organic

Un compus organic este un compus chimic a cărui moleculă conține legături chimice hidrogen-carbon. Chimia organică este știința care se ocupă de studiul compușilor organici. Totuși, unii compuși, cum ar fi carbonații, oxizii de carbon, cianurile, dar ș

## Grupe funcționale
Mai jos se găsesc câteva din grupele funcționale de compuși organici:
- Anhidride
- Alcooli
- Aldehide
- Alcani
- Alchene
- Alchine
- Amide
- Amine
- Hidrocarburi aromatice
- Acizi carboxilici
- Esteri
- Eteri
- Compuși halogenați
- Halogenuri de acil
- Cetone
- Nitrili
- Compuși nitrici
- Compuși organometalici
- Compuși heterociclici
- Fenoli
- Polimeri, inclusiv materiale plastice
- Tioli

În afară de compușii cu o singură funcțiune, pot exista și compuși cu funcțiuni mixte, precum cetoacizii, hidroxialdehidele, zaharidele sau aminoacizii.

## Legături externe
- Chimie organică - Clasificarea compușilor organici Arhivat în 29 august 2016, la Wayback Machine., fia.usv.ro